# Saraburi
Saraburi, (thai:  สระบุรี) är en provins (changwat) i centrala Thailand. Provinsen hade år 2000 575 053 invånare på en areal av 3 576,5 km². Provinshuvudstaden är Saraburi town.

## Administrativ indelning
Provinsen är indelad 13 distrikt (amphoe). Distrikten är i sin tur indelade i 111 subdistrikt (tambon) och 965 byar (muban). 